# Хасел (Алтмарк)
Хасел (њем. Hassel) општина је у њемачкој савезној држави Саксонија-Анхалт. Једно је од 26 општинских средишта округа Штендал. Према процјени из 2010. у општини је живјело 978 становника. Посједује регионалну шифру (AGS) 15090220.

## Географски и демографски подаци
Хасел се налази у савезној држави Саксонија-Анхалт у округу Штендал. Општина се налази на надморској висини од 35 метара. Површина општине износи 20,6 km². У самом мјесту је, према процјени из 2010. године, живјело 978 становника. Просјечна густина становништва износи 48 становника/km².